# Torneo de Santiago 2011
El Torneo de Santiago es un torneo de tenis que se jugó en arcilla. Se disputó en la ciudad de Santiago, pero a diferencia del año anterior y por problemas de acceso, los partidos se jugaron en las canchas de tenis del Complejo Mario Caracci Onetto, San Carlos de Apoquindo. Fue la 18.º edición oficial del torneo. Se realizó entre el 31 de enero y el 6 de febrero.

## Campeones

### Individuales Masculino
Tommy Robredo venció a  Santiago Giraldo por 6-2, 2-6 y 7-6(5)

### Dobles Masculino
Marcelo Melo /  Bruno Soares vencieron a  Lukasz Kubot /  Oliver Marach por 6-3 y 7-6(3)